# Яра
Я́ра (Yara) — поселення на південному сході Куби, сучасна провінція Гранма, поблизу якого 10 жовтня 1868 року Карлос Мануель де Сеспедес звернувся до народу з маніфестом «До співгромадян і до всіх націй», який закликав до боротьби проти іспанських колонізаторів. Основний лозунг маніфесту — «Незалежність або смерть». Звільнивши своїх рабів, Сеспедес надав їм можливість нарівні з білими боротись за волю та незалежність Куби. На чолі загону із 200 осіб Сеспедес вирушив до Яри, де 11 жовтня 1869 року відбулося перше збройне зіткнення кубинців з іспанськими військами. Звістка про початок боротьби проти іспанських колонізаторів рознеслась по всій країні, отримавши назву «клич із Яри» і поклавши початок Десятирічної війни 1868—1878 років за незалежність Куби від Іспанії.